# サイバーポリス
サイバーポリス（Cyber police）は、日本の警察庁が推進したサイバー犯罪（ハイテク犯罪）対策体制の総称。1998年6月、警察庁により公表された。サイポリ、電脳警察（でんのうけいさつ）と呼ぶこともある。

## 概要
1998年5月にイギリスのバーミンガムで開催されたサミットのコミュニケに基づき、警察庁は1998年6月、「ハイテク犯罪対策重点推進プログラム」を発表した。そのプログラムに盛り込まれた重点項目は「サイバーポリスの体制確立」「不正アクセス対策の法整備」「産業界との連携強化」「国際捜査協力のルール作成」であった。
「ハイテク犯罪対策重点推進プログラム」の施策の1つ「サイバーポリス」体制の構想は、警察庁が情報通信の分野で都道府県警察を主導するナショナルセンターの設置と、サイバー犯罪を専門にする捜査体制の強化である。ナショナルセンターとサイバー犯罪の専従捜査体制のことをサイバーポリスと呼ぶことがある。
サイバーポリス体制の構想の下、日本全国の警察本部にサイバー犯罪対策室が設置された。サイバー犯罪対策室（当時の警視庁ではハイテク犯罪対策総合センター）またはそこで勤務する警察官などをサイバーポリスと呼ぶこともあった。

## バーミンガム・サミット
第24回サミットはイギリスのバーミンガムで1998年5月15日から5月17日まで行われた。主要な議題は国際犯罪であり、特にサイバー犯罪対策が各国の首脳により討議された。討議により作成された共同のコミュニケは、1997年12月にG8司法・内務閣僚級会合で合意した「ハイテク犯罪と闘うための原則と行動計画」の実施を合意するものである。
バーミンガム・サミットでの合意により、日本の警察庁は、警察の各部門が一体となって取り組むための「サイバー犯罪対策重点推進プログラム」を作成した。

## ナショナルセンター
警察庁のナショナルセンター（HITEC、High-tech-crime Technical Expert Center）設置の目的は、最先端の情報通信技術を結集し、都道府県警察を技術的に主導することである。
ナショナルセンター設置に向けて、警察庁は「サイバー犯罪対策重点推進プログラム」に基づき「警察法の一部を改正する法律案」を国会に提出した。法案は1999年3月に可決成立し、翌月に施行され、サイバー犯罪を取締る情報通信技術を整備した事務等に関する法改正がなされた。
法改正により、1999年4月、警察庁はナショナルセンターとして警察庁情報通信局（現在のサイバー警察局）に技術対策課（後の情報技術解析課）を設置した。技術対策課内の技術センターが技術的な中枢にあり、設立とともに最新の情報通信機器を整備した。

## サイバー犯罪に特化した捜査体制
サイバーポリス体制の開始とともに、都道府県警察はサイバー犯罪に特化した捜査体制を強化するため、民間企業のシステムエンジニア等を登用し、またサイバー犯罪対策プロジェクトを立ち上げるなどしている。警察庁では、装備資機材等の整備、警察官の専門的知識・技能向上の教育等を始めた。その他、サイバーテロ対策体制を整備している。その後、捜査部門と情報通信部門の連携によりサイバー犯罪対策を効果的に運用するための体制を整える動きもある。
しかしその一方で、現代の情報技術の急速な発展に対して、サイバーポリスの情報技術の遅れや捜査能力の欠如などの指摘もある。